# Jonago
Jonago (米子市; Hepburn: Yonago-shi) japán város Tottori prefektúra északnyugati részén, a Japán-tenger partján, Simane szomszédságában. Jonago Tottori után a második legnagyobb város a prefektúrában, melynek nyugati területének kereskedelmi központja.
2015. szeptember 1-jei becslések szerint a város népessége 147 675 fő, népsűrűsége 1120 fő/km². Jonago teljes területe 132,42 km².
A jelenlegi várost közigazgatásilag 1927. április 1-jén alapították, 2005. március 31-én beolvasztotta Jodoe városát (Szaihaku kerület). A városban található a Jonagói Művészeti Múzeum. Miután a város jelentős kereskedelmi központtá nőtte ki magát megkapta a „szanini Oszaka” becenevet.

## Nevének eredete
Jonago városát japán nyelven két kandzsikarakter alkotja. Az első, a 米 jelentése rizs, míg a második, a 子 jelentése gyermek.

## Közlekedés
Jonago mindig is fontos csomópontja volt a terület számos útjának. A jonago állomás három vasútvonalat lát el. A városnak kikötője is van az Oki-szigeteken. A szomszédos Szakaiminatóban található Miho–Jonago repülőtér látja el a terület légi közlekedését.

## Történelme
Az Amago család, a Szengoku-kor daimjói a 17. század elején kastélyt építtettek a területre. Az Edo-korban az Ikeda család szolgálatában álló várnagyra bízták a kastélyt.

## Népesség
| Lakosok száma | 148 271 | 149 313 | 147 210 |
|               | 2010    | 2015    | 2021    |

## Éghajlat
Jonago éghajlata párás szubtrópusi (Köppen éghajlati besorolás Cfa) meleg nyarakkal és hideg telekkel. A csapadék egész évben jelentős, július és szeptember kiemelkedően csapadékos hónap.
| Hónap                         | Jan. | Feb. | Már. | Ápr. | Máj. | Jún. | Júl. | Aug. | Szep. | Okt. | Nov. | Dec. | Év   |
| ----------------------------- | ---- | ---- | ---- | ---- | ---- | ---- | ---- | ---- | ----- | ---- | ---- | ---- | ---- |
| Átlagos max. hőmérséklet (°C) | 7,3  | 7,8  | 11,5 | 17,5 | 22,1 | 25,0 | 29,6 | 30,9 | 26,2  | 21,0 | 15,9 | 10,7 | 18,9 |
| Átlaghőmérséklet (°C)         | 3,8  | 4,0  | 6,9  | 12,4 | 17,1 | 20,9 | 25,5 | 26,5 | 22,0  | 16,2 | 11,2 | 6,6  | 14,5 |
| Átlagos min. hőmérséklet (°C) | 0,6  | 0,5  | 2,3  | 7,2  | 12,0 | 17,1 | 22,1 | 22,7 | 18,1  | 11,6 | 6,8  | 2,8  | 10,4 |
| Átl. csapadékmennyiség (mm)   | 148  | 137  | 125  | 120  | 117  | 188  | 245  | 155  | 225   | 140  | 132  | 125  | 1856 |
| Havi napsütéses órák száma    | 77   | 88   | 147  | 183  | 220  | 177  | 197  | 221  | 159   | 160  | 114  | 90   | 1831 |
| Forrás: NOAA (1961–1990)      |      |      |      |      |      |      |      |      |       |      |      |      |      |

## Látnivalók

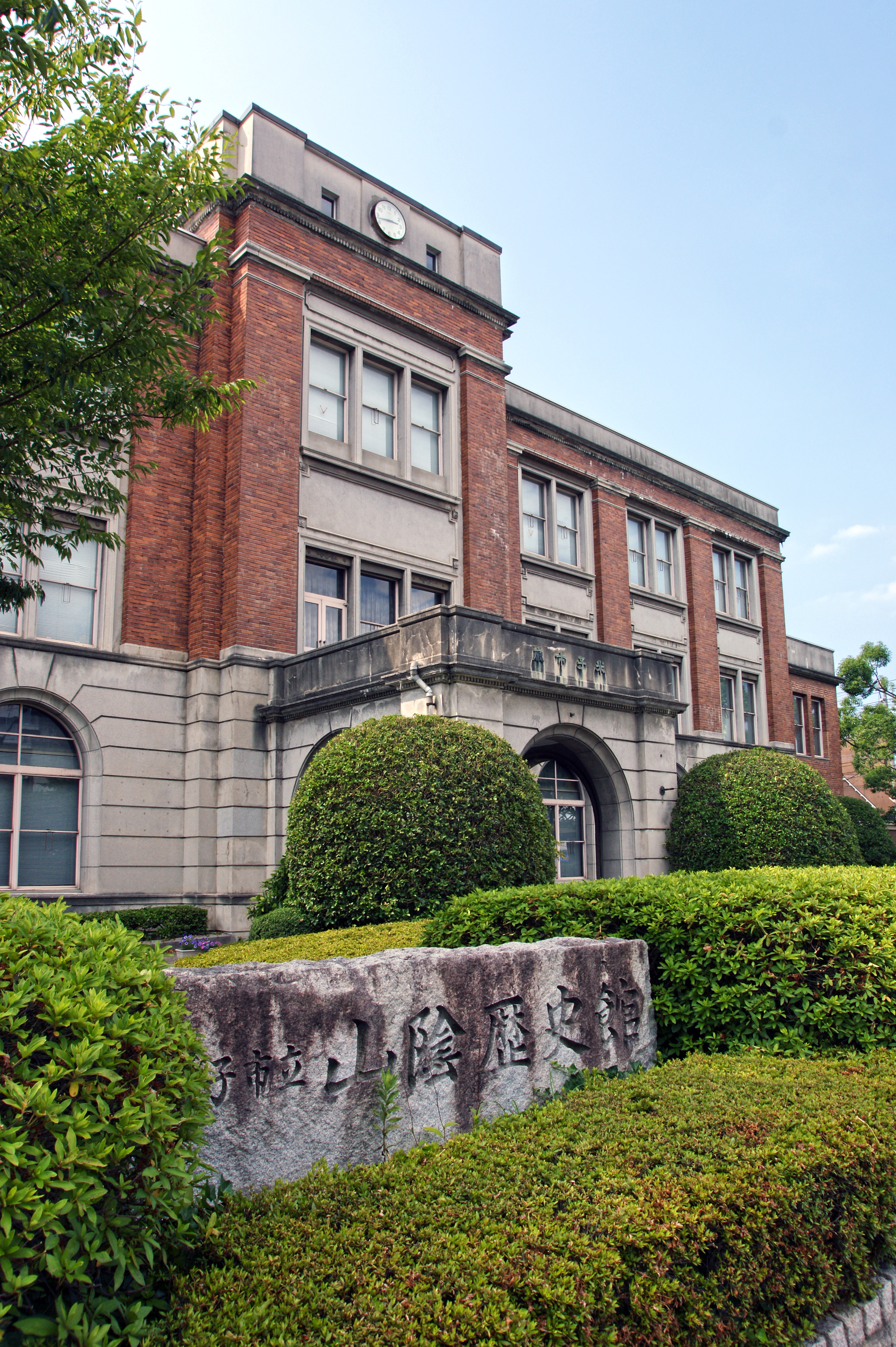
A Szanin Történelmi Múzeum
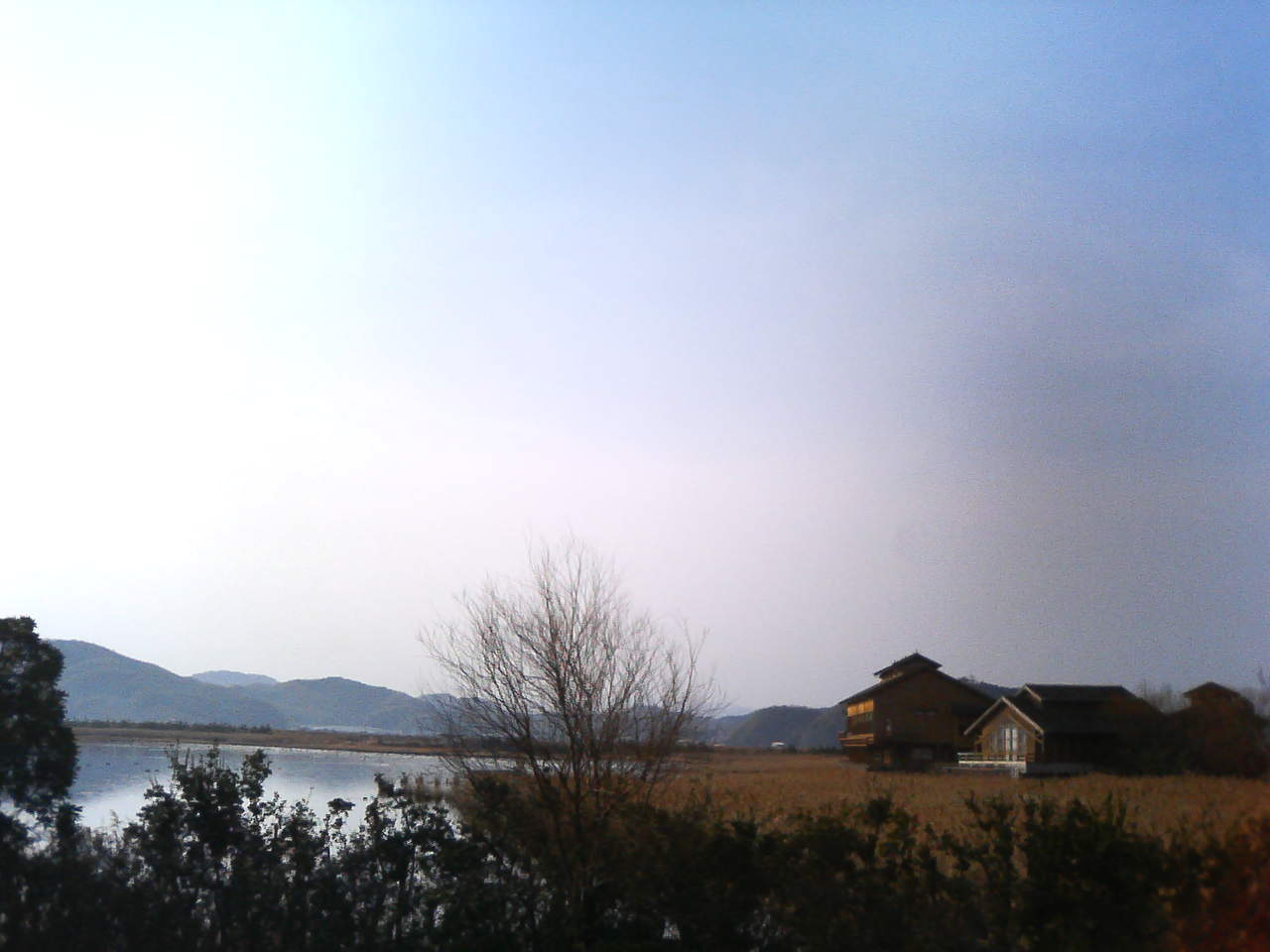
A jonagói vízimadarak park
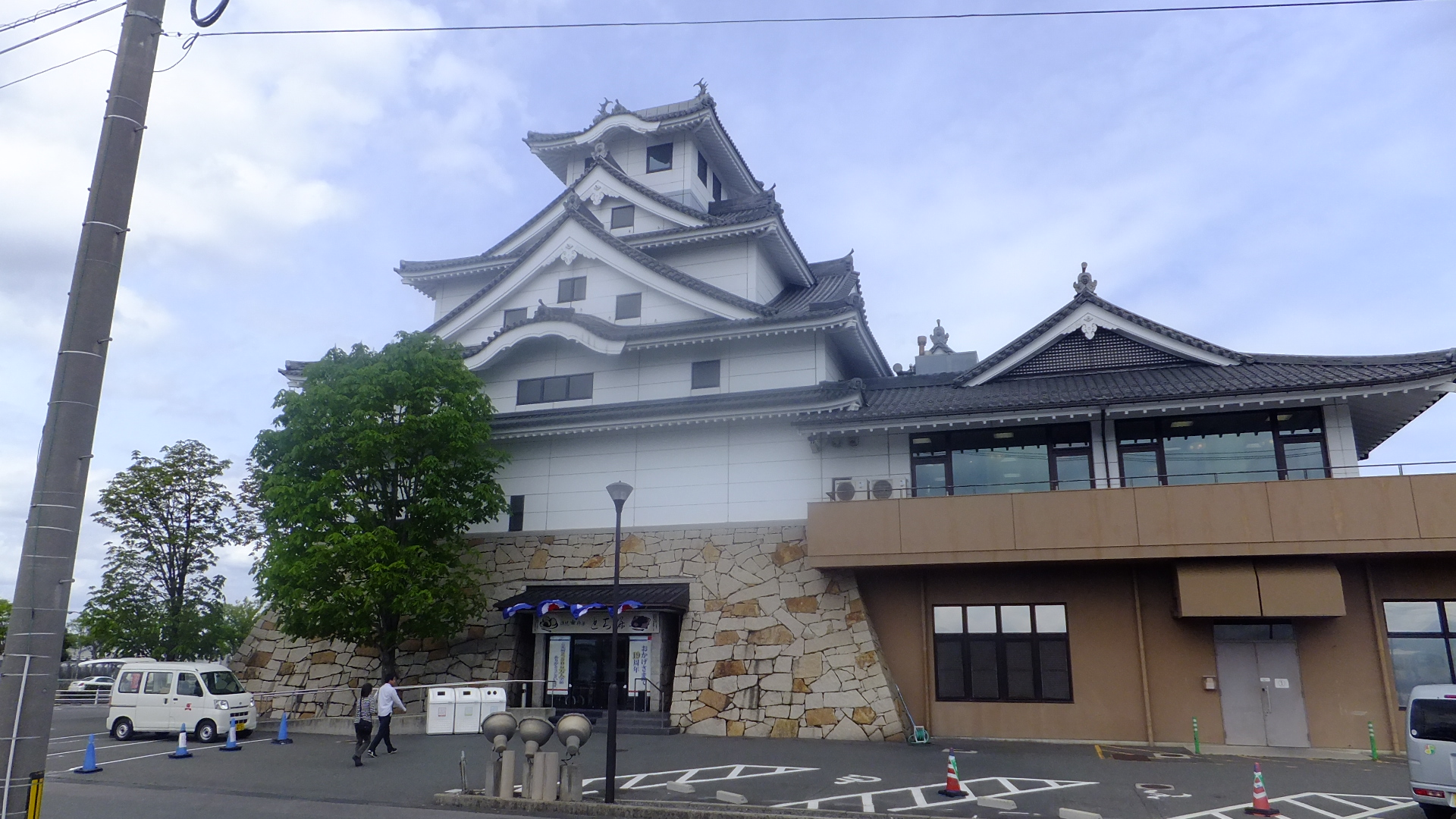
A Kotobuki Édességek Kastélya, melyet az egykori jonagói kastélyról mintáztak